# 利國町

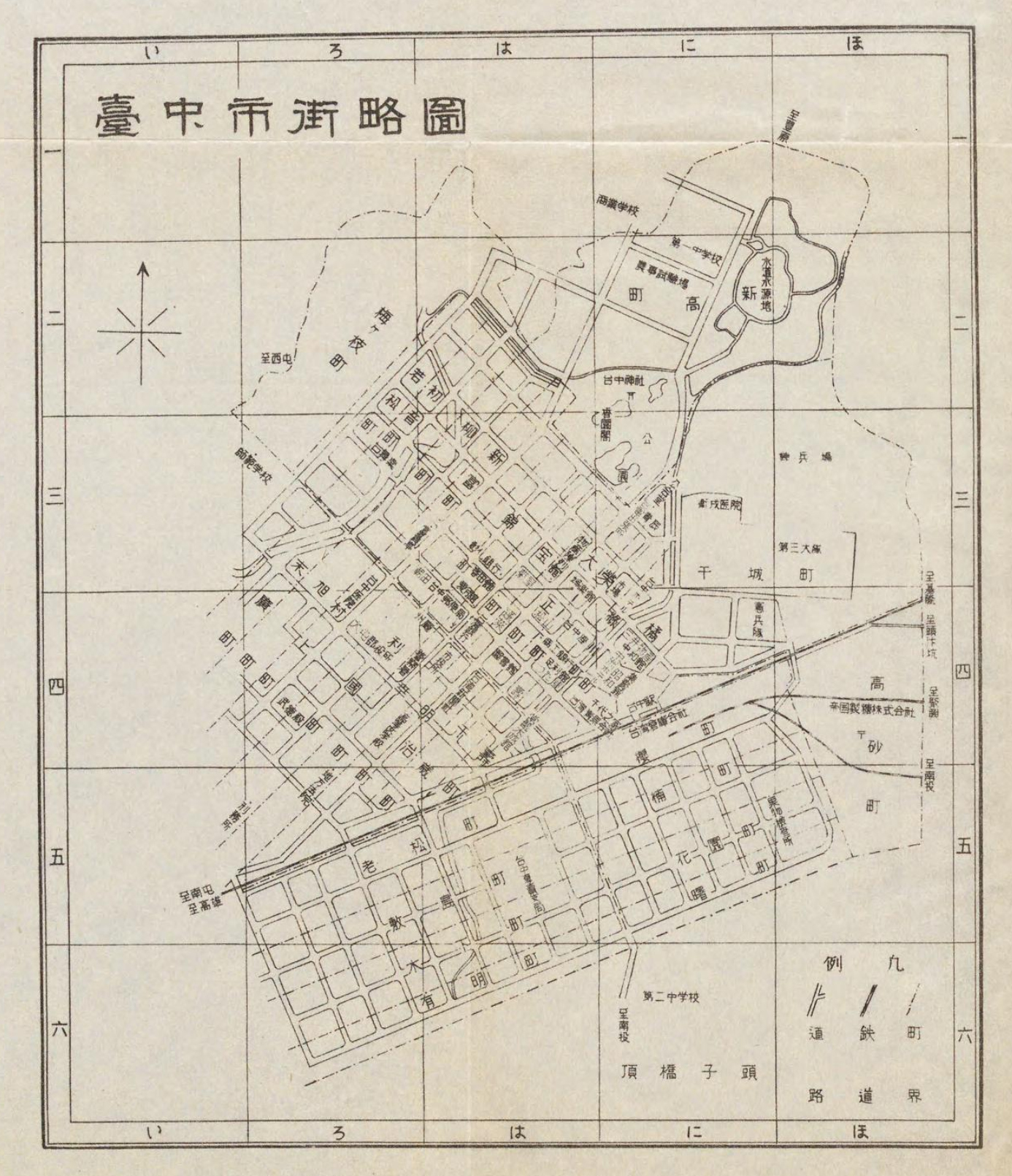
臺中市街略圖

利國町為台灣日治時期臺中州臺中市的町，分為七丁目，町內多為行政機關和官舍；其最初在1916年公告為通稱町名，在1926年4月1日的町名改正公告中才正式設立，原臺中市大字的臺中改為31個町。町名來自兒玉利國，其於1895年擔任首位台灣縣知事。

## 町內設施

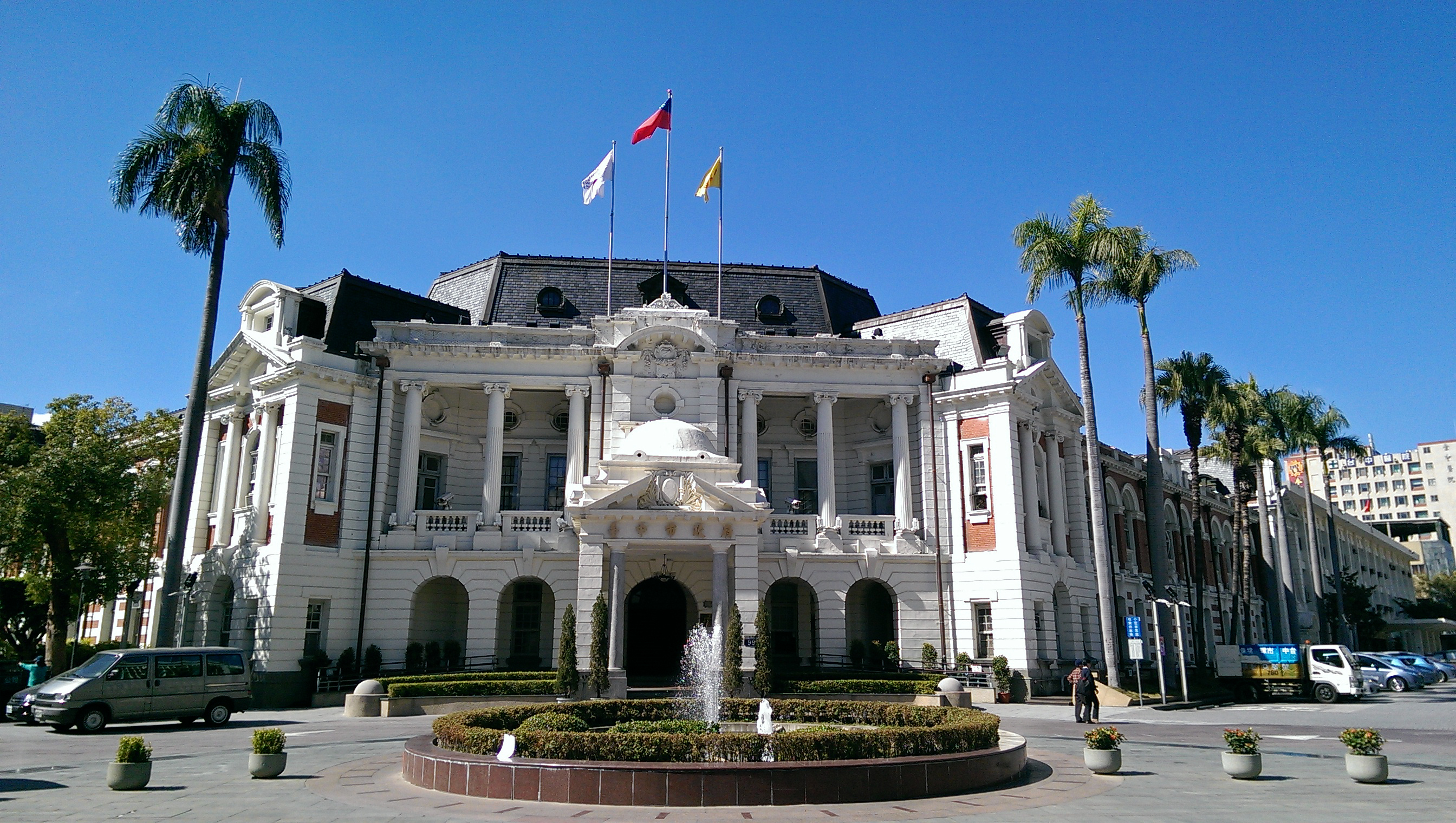
台中州廳

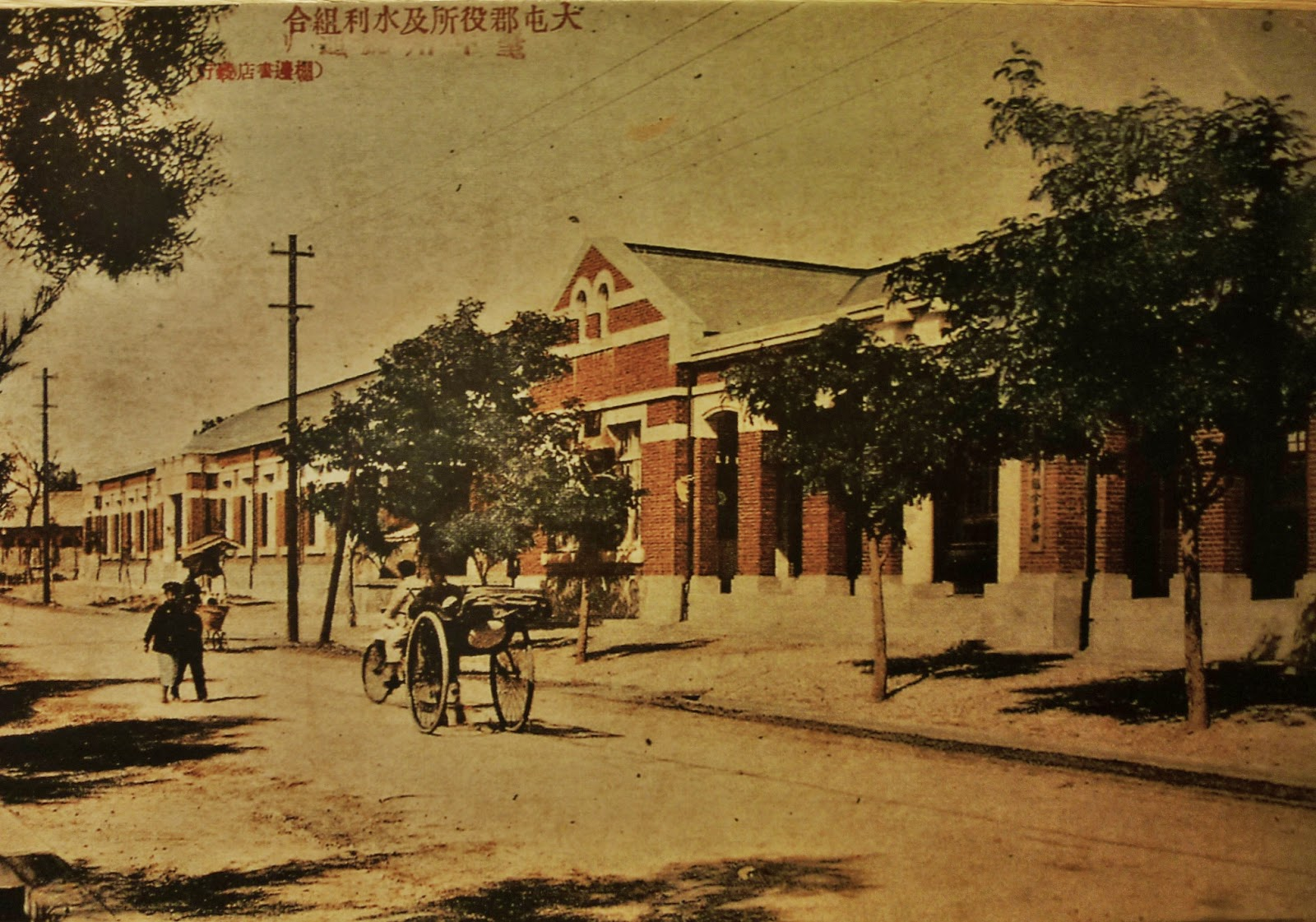
大屯郡役所與水利組合

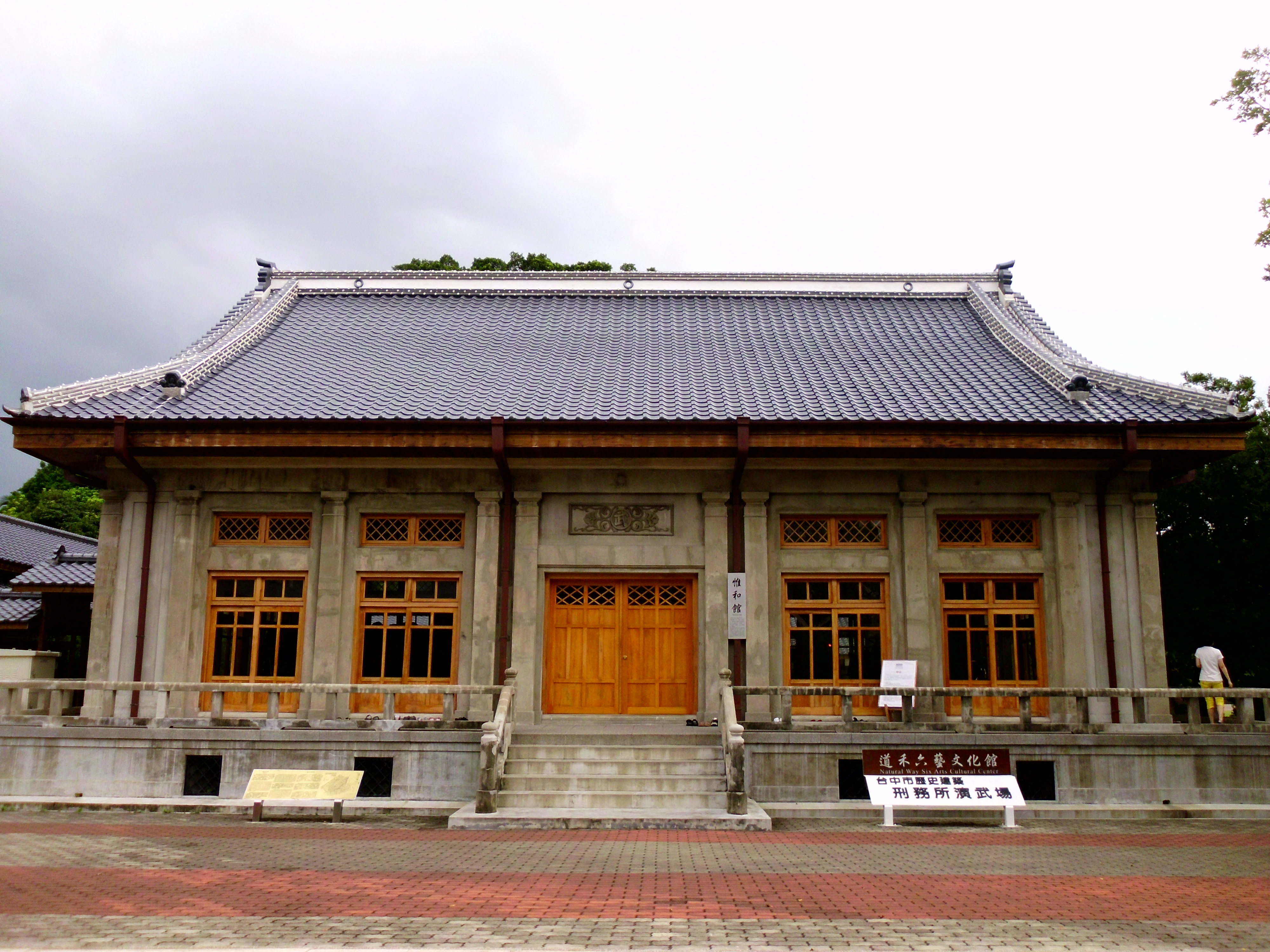
台中刑務所演武場

一丁目
- 臺中州廳

二丁目
- 大屯郡役所

- 臺北帝國大學熱帶醫學研究所臺中支所
- 豐原水利組合
- 臺灣總督府米穀檢查所台中出張所

三丁目
四丁目
五丁目
六丁目
- 臺中地方法院舊宿舍群

七丁目
- 臺中刑務所
- 臺中刑務所演武場